# Lasioglossum pleurospeculum
Lasioglossum pleurospeculum là một loài Hymenoptera trong họ Halictidae. Loài này được Herrmann mô tả khoa học năm 2001.